# Tétrade de Lyon
Tétrade (en latin Tetradius ou Tetrardus) est le 11e évêque de Lyon. Il succède à Maxime dans la première moitié du IVe siècle.

## Biographie
Comme son prédécesseur Maxime, on ne connaît de lui que son nom d'après les différentes listes des premiers archevêques de Lyon et les chroniques de l'histoire de l'Église de Lyon. Il est parfois confondu avec saint Tétrade, évêque de Bourges qui lui est pourtant postérieur de deux siècles.